# Eugenie Bouchard
Pour les articles homonymes, voir Bouchard.
Eugenie Bouchard, parfois appelée Genie Bouchard, née le 25 février 1994 à Montréal, est une joueuse de tennis canadienne du Québec. Elle est la première Canadienne à atteindre la finale d'un tournoi du Grand Chelem et la 5e place au classement WTA.
Fin 2013, la WTA lui décerne le prix de « révélation de l'année ». Elle est révélée au grand public en 2014, année où elle remporte notamment son premier titre WTA à Nuremberg et où elle parvient à atteindre les demi-finales de l'Open d'Australie, de Roland-Garros et la finale de Wimbledon. Eugenie se qualifie pour la première fois au Masters et est élue « joueuse ayant le plus progressé » par la WTA pour sa saison 2014.

## Enfance
Eugenie Bouchard est la fille de Michel Bouchard, banquier, et de Julie Leclair. Elle a une sœur jumelle prénommée Beatrice, une autre sœur, Charlotte, ainsi qu’un frère, William. Son prénom lui a été donné en référence à la princesse Eugenie d'York, fille du prince Andrew. Elle commence à jouer au tennis à l'âge de 5 ans et fréquente par ailleurs l'école The Study, à Westmount.  À l'âge de 12 ans, elle déménage en Floride avec sa mère pour être entraînée par Nick Saviano.

## Carrière
Eugenie Bouchard remporte les tournois de double juniors de Wimbledon le 3 juillet 2011 et le 8 juillet 2012 de même que celui en simple juniors le 7 juillet 2012,. En octobre 2013, elle annonce la fin de sa collaboration avec la Française Nathalie Tauziat qui l'entraînait depuis juin 2011,,. Elle a ensuite été entraînée par Nick Saviano, un ancien joueur de l'ATP qui dirige une académie en Floride, de 2011 à novembre 2014, quand ils ont décidé de se séparer.
La Québécoise atteint sa première finale sur le circuit WTA le 7 octobre 2013 à Osaka, au Japon. Elle s'incline face à l'Australienne Samantha Stosur en trois sets sur le score de 6-3, 5-7, 2-6. Fin 2013, Eugenie reçoit le prix de « révélation de l'année » par la WTA.
La Montréalaise est sur le devant de la scène en janvier 2014, en parvenant en demi-finale des Internationaux d'Australie à Melbourne, où elle est éliminée par la Chinoise Li Na. Celle-ci remportera finalement le tournoi, premier du Grand Chelem de l'année. Eugenie a battu dans l'ordre Chen TangHao, Virginie Razzano, Lauren Davis, Casey Dellacqua et Ana Ivanović. Le 24 mai 2014, Eugenie Bouchard décroche son premier titre en carrière sur le circuit de la WTA en battant la Tchèque Karolína Plíšková sur le score de 6-2, 4-6, 6-3 au tournoi de Nuremberg, en Allemagne. À Roland-Garros, elle est demi-finaliste face à Maria Sharapova, future lauréate du tournoi, après des victoires face à Shahar Peer, Julia Görges, Johanna Larsson, Angelique Kerber et Carla Suárez Navarro.

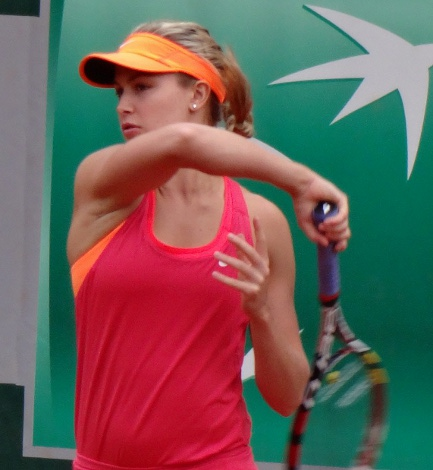
Eugenie Bouchard lors de Roland-Garros en 2014.

À Wimbledon, Eugenie est finaliste face à Petra Kvitová, après des victoires face à Daniela Hantuchová, Silvia Soler Espinosa, Andrea Petkovic, Alizé Cornet, Angelique Kerber et Simona Halep, sans perdre le moindre set. À la fin de l'année 2014, la Canadienne pointe au 7e rang mondial avec un titre WTA à son actif ainsi qu'une finale de Grand Chelem et une première participation aux Masters. Elle est élue « joueuse ayant le plus progressé » par la WTA.

### 2005-2010: premières années
En 2005, Bouchard a participé à l'Open Super 12 à Auray en France. Elle obtient un titre ITF en double à Miami et en simple au Costa Rica et le titre All Canadian ITF Junior Championships en simple à Burlington en 2008. En 2009, elle gagne le Canadian under-18 indoor championship à Toronto. La même année, elle gagne les championnats Panaméricains à Tulsa.

### 2011: succès juniors et première apparition dans un tournoi WTA
À l'Open d'Australie, elle perd en demi-finale du simple junior contre la tête de série no 5 Mónica Puig. Une semaine plus tard, elle gagne son premier titre professionnel à Burnie, où elle bat la qualifiée de 16 ans, Zheng Saisai en finale, puis un second en avril à Šibenik en Croatie. Elle rate Roland-Garros à cause d'une blessure. À Wimbledon, elle perd en quart de finale en simple junior contre la tête de série no 3 Irina Khromacheva mais elle gagne le double avec sa partenaire Grace Min. La semaine suivante, elle atteint la finale du tournoi ITF 50 000 $ de Waterloo en double avec Megan Moulton-Levy. À la fin de juillet, elle bat la 114e mondiale Alison Riske au Citi Open, sa première victoire dans un tableau principal d'un tournoi WTA. Elle s'incline au second tour contre la tête de série no 2, Nadia Petrova. Parallèlement, sur le circuit junior, elle s'impose à la Copa Gerdau, aux championnats du Canada à Repentigny et atteint une finale à Mérida.

### 2012: titre junior à Wimbledon

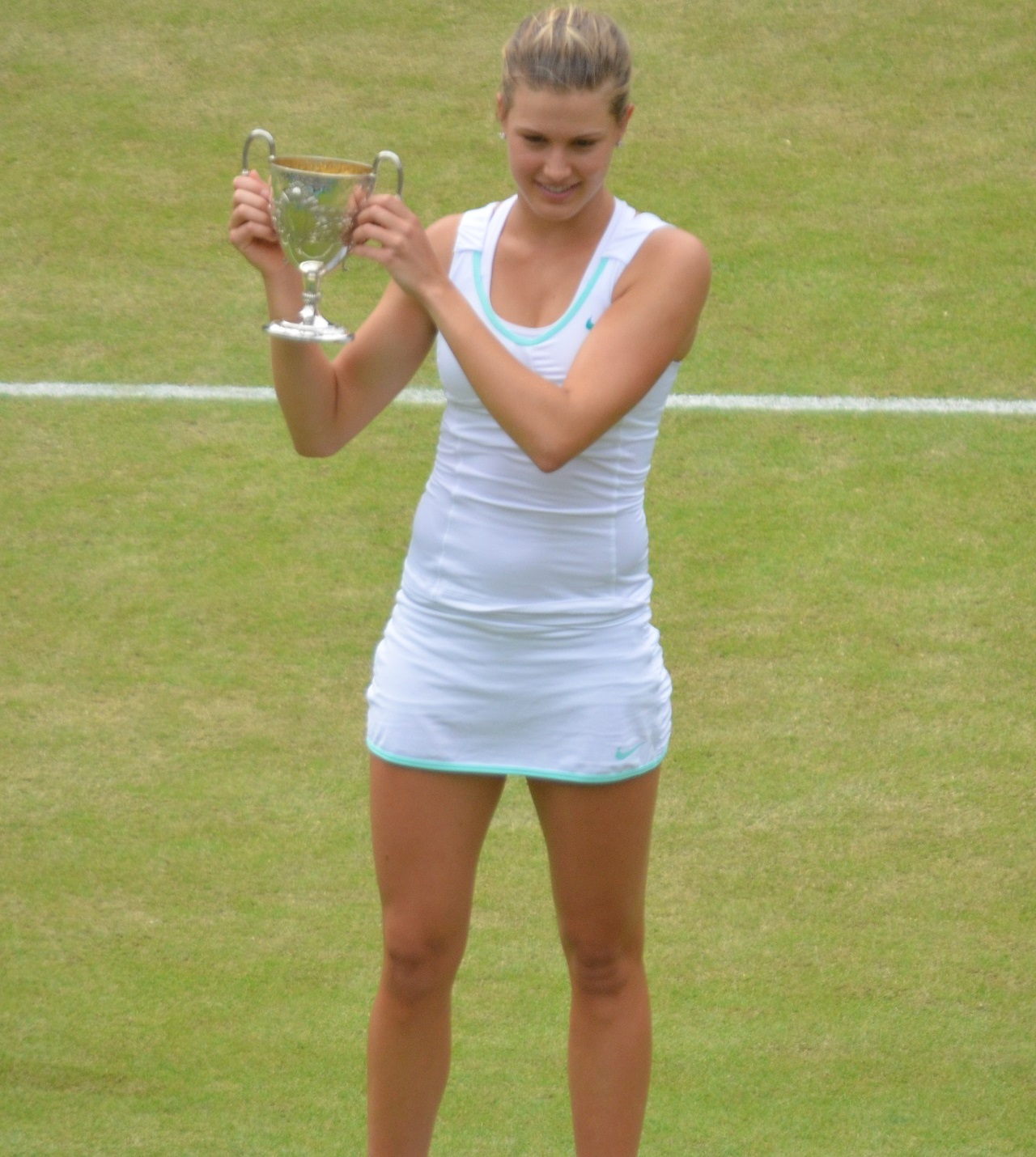
Eugenie Bouchard gagne Wimbledon junior 2012.

Eugenie Bouchard atteint les demi-finales de l'Open d'Australie junior, pour la seconde année consécutive, mais elle perd contre Yulia Putintseva. Elle gagne son premier titre professionnel en double à l'ITF 50 000 $ de Dothan avec sa partenaire Jessica Pegula contre les Canadiennes Sharon Fichman et Marie-Ève Pelletier. En mai, Eugenie Bouchard remporte deux tournois consécutifs sur terre battue à Båstad. Sur gazon, elle s'illustre en remportant à la fois en simple et en double les tournois juniors de Roehampton puis de Wimbledon avec une victoire en finale contre Elina Svitolina. Elle devient la première Canadienne, toutes catégories confondues, à avoir gagné un tournoi du Grand Chelem en simple. Elle gagne le titre en double pour la deuxième année consécutive, cette fois-ci avec l'Américaine Taylor Townsend, après avoir battu Belinda Bencic et Ana Konjuh. Elle est classée no 2 mondiale junior après le tournoi.
À la fin juillet, elle gagne son second titre ITF 25 000 $ et le cinquième titre en simple de sa carrière au tournoi Challenger de Granby. Elle bat la Canadienne et tenante du titre Stéphanie Dubois en finale puis joue la semaine suivante au Classic de Washington où elle bénéficie d'une invitation pour le tableau principal. Eugenie Bouchard atteint alors le premier quart de finale de sa carrière dans un tournoi WTA, où elle est battue par l'Américaine Sloane Stephens. À la Coupe Rogers, elle y bat Shahar Peer au premier tour (3-6, 6-2, 7-5), puis elle perd le suivant face à la numéro 10 mondiale Li Na (6-4, 6-4). Elle atteint ensuite la finale de l'ITF 50 000 $ de Saguenay où elle s'incline contre Madison Keys, avant de s'imposer la semaine suivante à Toronto. Elle atteint également la finale du double.

### 2013: année de la révélation

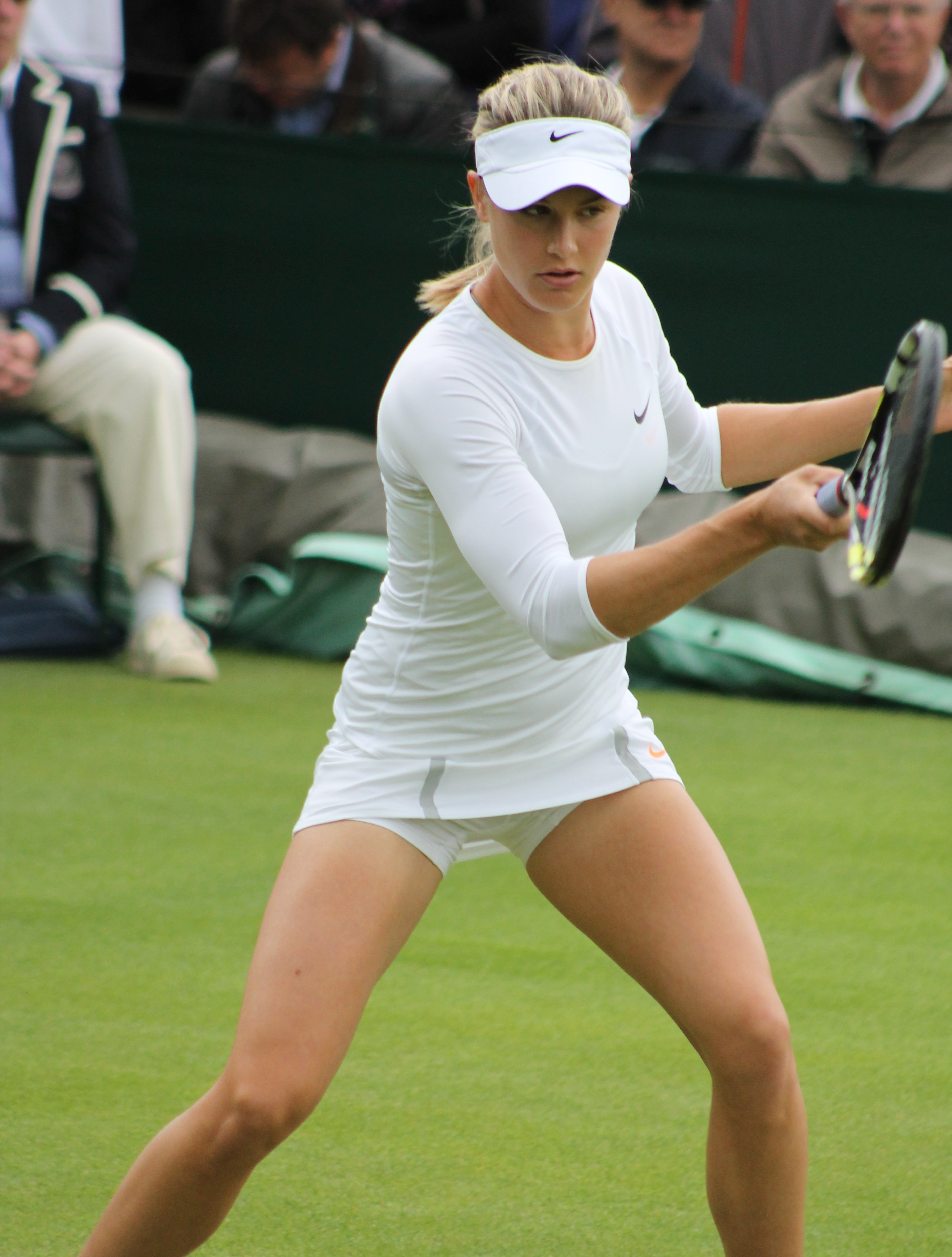
Eugenie Bouchard lors du tournoi de Wimbledon en 2013.

Au début de la saison, Bouchard participe ensuite aux qualifications de l'Open d'Australie, où elle est éliminée par Daria Gavrilova au second tour. Elle rejoint ensuite le tableau principal du tournoi de Cali où elle s'incline au deuxième tour face à la Russe Alexandra Panova. Lors de l'Open du Mexique, elle perd de nouveau au deuxième tour, cette fois-ci face à la tenante du titre et première tête de série Sara Errani. Elle reçoit une invitation des organisateurs pour l'Open de Miami, où elle bat au premier tour Shahar Peer et perd au suivant contre la numéro 2 mondiale Maria Sharapova. Son éclosion débute réellement lors de la Family Circle Cup, où issue des qualifications, elle remporte son premier tour en deux manches puis élimine au second la 42e mondiale Laura Robson (6-4, 3-6, 6-1). En huitièmes, elle remporte son premier match face à une top 10 contre Samantha Stosur, alors 9e mondiale, par abandon (6-2, 2-0 ab.). Elle s'incline lourdement en quart de finale face à la Serbe Jelena Janković (6-2, 6-1). Elle atteint ensuite la demi-finale du tournoi de Strasbourg, où elle s'incline en trois manches face à la future gagnante Alizé Cornet.
Au mois de juillet, Bouchard atteint le 3e tour dans un tournoi du Grand Chelem à Wimbledon, où elle élimine la Serbe Ana Ivanović avant de s'incliner face à Carla Suárez Navarro. Elle termine sa saison 2013 par une demi-finale au Challenge Bell, puis les quarts de finale à Tokyo, où elle s'incline face à Lucie Šafářová et Venus Williams respectivement. En octobre, elle atteint sa première finale en simple à Osaka, où elle s'incline face à Samantha Stosur (3-6, 7-5, 6-2). Eugenie termine la saison au 32e rang mondial et reçoit le prix de la « suivantrévélation de l'année » (Newcomer of the Year).

### 2014: premier titre WTA et finale en Grand Chelem à Wimbledon et apparition dans le top 5

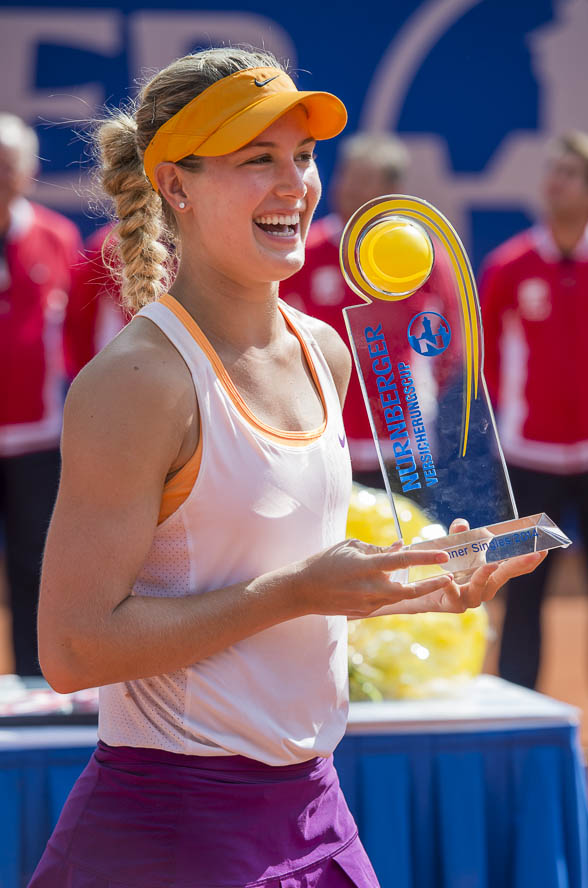
Eugenie Bouchard lors de sa victoire à Nuremberg en 2014.

En 2014, Eugenie se révèle au grand public. À l'Open d'Australie, où elle est tête de série no 30, elle atteint les demi-finales après avoir successivement battu Tang Haochen (7-5, 6-1), Virginie Razzano (6-2, 7-610), Lauren Davis (6-2, 6-2), Casey Dellacqua (6-75, 6-2, 6-0) et la 14e mondiale Ana Ivanović (5-7, 7-5, 6-2) en quart de finale,. En demi-finale, elle perd contre la 4e mondiale, Li Na (2-6, 4-6), future lauréate de l'épreuve. Et grâce à son parcours, elle devient tout de même la première Canadienne à atteindre les demi-finales en Australie, et la deuxième Canadienne dans l'ère Open (depuis 1968) à atteindre les demi-finales d'un tournoi du Grand Chelem, après Carling Bassett-Seguso à l'US Open en 1984.
Tournée américaine de mars à l'Open d'Indian Wells en tant que tête de série numéro 18, elle bat Peng Shuai (6-2, 6-2), et la 10e mondiale, Sara Errani (6-3, 6-3) au troisième tour en 1 h 15, avant de perdre (2-6, 6-1, 4-6) contre la 7e mondiale Simona Halep au quatrième tour. Elle perd cependant d'entrée de tournoi de l'Open de Miami contre Elina Svitolina en trois manche.
Début de la terre battue commençant au tournoi de Charleston, où elle s'aventure dans le dernier carré, en battant difficilement la tête de série numéro 11 Venus Williams (7-66, 2-6, 6-4), et venant à bout de la 8e mondiale Jelena Janković, (6-3, 4-6, 6-3). Elle perd contre l'Allemande Andrea Petkovic (6-1, 3-6, 5-7) en 2 h 12, dans un match accroché surtout dans la dernière manche, et qui sera la future gagnante.
Elle gagne ensuite ses deux simples en Fed Cup contre la Serbie et permet au Canada d'atteindre les barrages pour le Groupe Mondial pour la première fois depuis 2004.
En mai, elle remporte son premier tournoi WTA à Nuremberg en battant Karolína Plíšková (6-2, 4-6, 6-3), après avoir survolé sa semaine.
Elle atteint ensuite une nouvelle demi-finale en Grand Chelem à Roland-Garros alors tête de série no 18, ne cédant que face à la 8e mondiale, Maria Sharapova (6-4, 5-7, 2-6) en 2 h 27 de jeu et réalisant un bon match,. En ayant éliminée sur son chemin Shahar Peer, Julia Görges (2-6, 6-2, 6-1) au second tour, puis Johanna Larsson, après la 9e mondiale, Angelique Kerber (6-1, 6-2) en huitième et Carla Suárez Navarro, 15e mondiale (7-64, 2-6, 7-5) en 2 h 22,. Lors de sa conférence de presse, elle est questionnée sur son français, elle critique alors indirectement l'accent québécois en disant qu'au moins quand elle parle français elle ne l'a pas. Cette déclaration déclenchera une polémique au Québec. Les Québécois en voulant beaucoup à cette sportive d'avoir autant manqué de respect à toute une population dont elle est elle-même issue.

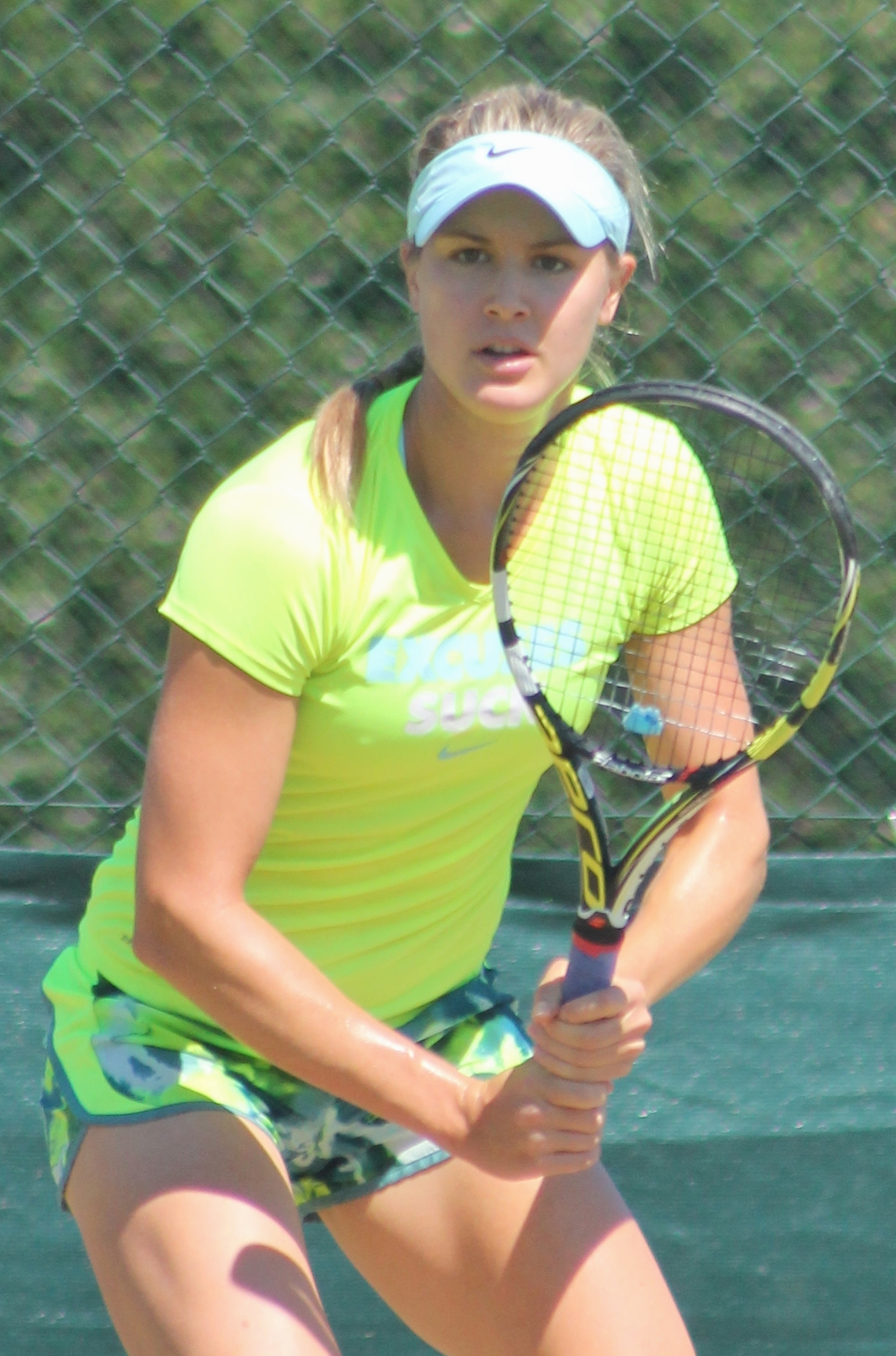
Eugenie Bouchard à Wimbledon en 2014.

Le mois suivant, elle commence sur le gazon et atteint sa première et unique, à l'époque, finale de tournoi du Grand Chelem à Wimbledon alors tête de série no 13. Pour cela, elle bat Daniela Hantuchová (7-5, 7-5), Silvia Soler Espinosa (7-5, 6-1) au second tour, puis Andrea Petkovic (6-3, 6-4) et enfin en huitième Alizé Cornet (7-66, 7-5). En quart de finale, elle vainc facilement la 7e mondiale, Angelique Kerber (6-3, 6-4) en 1 h 12 et accède au dernier carré, où elle affronte et bat la 3e mondiale, Simona Halep (7-65, 6-2) en 1 h 34 et se qualifier pour la finale sans avoir perdu le moindre set en route. Cependant inexpérimentée, face à Petra Kvitová 6e mondiale, elle s'incline lourdement (3-6, 0-6) en 55 minutes de jeu, avec 8 coups gagnants pour 4 fautes directes sur l'ensemble du match, trop peu pour gagner.
Elle devient ainsi la première Canadienne à atteindre la finale d'un Grand Chelem, la première joueuse à atteindre au moins les demi-finales des trois premiers Grand Chelem de l'année depuis Dinara Safina en 2009, et devient la joueuse la plus inexpérimentée à atteindre la finale d'un Grand Chelem (6e participation). Elle est aussi assurée de figurer pour la première fois dans le top 10 après le tournoi, avec une septième place mondiale à la WTA,.
Après cela, elle passe à côté de sa tournée estivale, où elle joue d'abord à Montréal, sa ville natale, où elle perd d'entrée face à Shelby Rogers 113e mondiale (0-6, 6-2, 0-6), avec deux bulle infligées. Et Cincinnati, perdant contre Svetlana Kuznetsova (4-6, 6-3, 2-6) dans un match un peu plus accroché. Lors de l'US Open alors tête de série no 7, elle atteint les huitièmes de finale, en tapant Olga Govortsova au premier tour, puis Sorana Cîrstea plus difficilement (6-2, 6-74, 6-4) et enfin Barbora Strýcová sur le même score qu'au match précédent. Avant d'être battue par la Russe Ekaterina Makarova (6-72, 4-6), tête de série numéro 17.
Elle atteint ensuite la finale du tournoi de Wuhan, sa première dans cette catégorie de tournoi. Elle bat Mona Barthel en trois sets, puis Alison Riske au troisième tour, après en quart de finale, Alizé Cornet qu'elle bat à nouveau sur le score de 6-3, 7-5. Ainsi dans le dernier carré, elle arrive à bout de Caroline Wozniacki 7e mondiale, (6-2, 6-3) avec la manière en 1 h 18. Cependant, elle sera battue à nouveau par Petra Kvitová 3e mondiale comme à Wimbledon, (3-6, 4-6) et de manière expéditive en 1 h 20 de jeu.
Elle atteint la 5e place mondiale le 20 octobre, juste avant une première et unique participation (à ce jour) au Masters de Singapour, alors placée dans le groupe rouge avec Simona Halep, Ana Ivanović et Serena Williams. Elle subit trois lourdes défaites : 2-6, 3-6 en 1 h 8, 1-6, 3-6 en 1 h 23 et 1-6, 1-6 en 57 minutes, l'éliminant complètement de la compétition, et terminant son année de façon catastrophique.
Elle finit l'année à la 7e place mondiale, son meilleur classement de fin de saison.

### 2015: changements d'entraîneur et succession de défaites

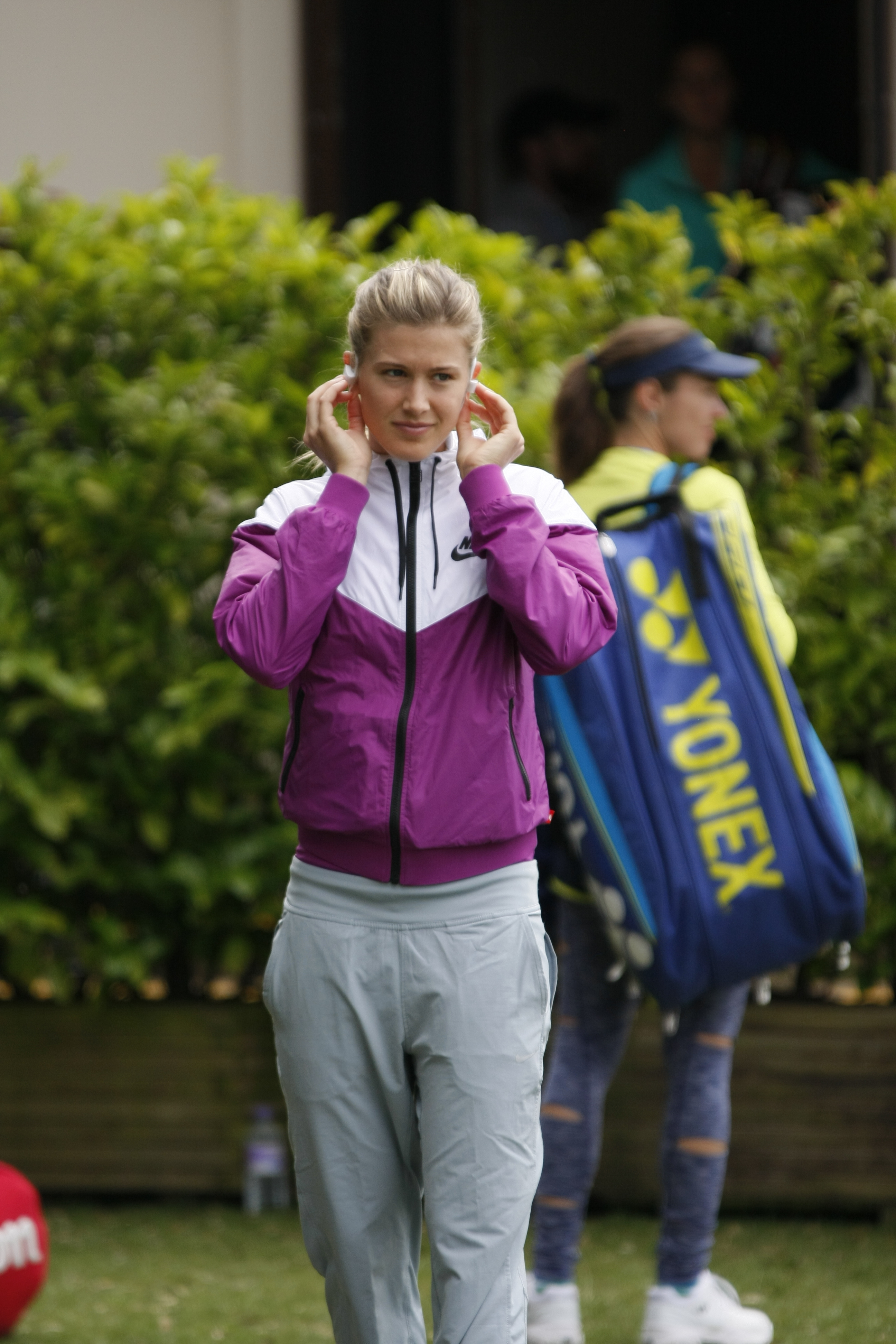
Eugenie Bouchard lors d'un entraînement à Eastbourne en 2015.

Eugenie Bouchard commence bien l'année 2015 en se rendant en quart de finale de l'Open d'Australie, en battant tour à tour Anna-Lena Friedsam, Kiki Bertens (6-0, 6-3), Caroline Garcia (7-5, 6-0) et Irina-Camelia Begu avec plus de difficultés (6-1, 5-7, 6-2). Elle s'incline finalement contre la Russe Maria Sharapova, numéro 2 mondiale (3-6, 2-6) plutôt sèchement en 1 h 18,.
Elle annonce quelques semaines plus tard son association avec Sam Sumyk, ayant quitté auparavant le coach Nick Saviano.
Elle participe au tournoi d'Anvers, au mois de février mais perd face à Mona Barthel en trois sets. Bouchard était la première tête de série de ce tournoi, et perd le match (6-4, 1-6, 2-6).
Elle s'absente alors un mois pour guérir de ses blessures. Elle fait son retour à Indian Wells dans le désert californien. Sa première adversaire est Lucie Hradecká qu'elle domine facilement (6-2, 6-2). Elle bat ensuite Coco Vandeweghe 6-3, 6-2 mais baisse pavillon au troisième tour contre Lesia Tsurenko, où cette dernière a échappé à une balle de match (7-65, 5-7, 4-6). Elle va ensuite à Miami, où elle s'incline contre Tatjana Maria 113e mondiale, sur le score de (6-74, 0-6).
Elle se présente à Charleston avec une blessure aux chevilles. Bouchard perd contre Lauren Davis, écrasée (1-6, 3-6) de façon expéditive. Le scénario se répète à Madrid, cette fois contre la Tchèque Barbora Strýcová (6-0, 3-6, 3-6) après avoir pourtant bien commencé. Elle obtient enfin une victoire à Rome contre Zarina Diyas en deux sets. Par la suite, l'Espagnole Carla Suárez Navarro livre une bataille extrêmement serrée, perdue par la Canadienne (7-62, 5-7, 6-77). Vient ensuite le temps où elle pose les pieds sur la terre battue de Paris, à Roland-Garros. Elle fait face à la Française Kristina Mladenovic qui la dominera 4-6, 4-6. Elle redescend alors de la 6e à la 11e place.
Bouchard met les bouchées doubles en vue d'obtenir un bon résultat au All England Club, à Wimbledon. Elle va d'abord au tournoi de Bois-le-Duc, où elle s'incline contre Yaroslava Shvedova, après avoir mené 4-0 dans l'ultime manche. À Birmingham, elle rencontre une seconde fois Kristina Mladenovic, qui la dominera encore mais en trois sets. Elle gagne enfin contre Alison Riske à Eastbourne avant de déclarer forfait contre Belinda Bencic (la future lauréate du tournoi), alors qu'elle était menée 4-6, 0-3, contrainte d'abandonner pour blessure aux abdominaux. Le gazon londonien l'attend. Elle affronte la qualifiée Duan Ying-Ying et finira par perdre 63-7, 4-6 en une heure et demie. Elle voit glisser entre ses doigts de précieux points WTA car elle avait atteint la finale de l'édition 2014. Elle perd 14 rangs au classement et figure, en date du 13 juillet, au 26e rang mondial, son classement le plus bas depuis le début des Internationaux d'Australie de l'année 2014. De plus, Bouchard a choqué lors de ce tournoi en portant un soutien-gorge noir, contraire aux règles strictes du code vestimentaire.
Le 6 août, Bouchard confirme sa séparation avec son coach Sam Sumyk pour rejoindre temporairement Marko Dragic. Elle s’entraîne ensuite avec Jimmy Connors pour l'US Open.
À l'US Open, elle est tête de série no 25. Au premier tour, elle domine Alison Riske assez facilement (6-4, 6-3), avant de battre Polona Hercog (6-3, 6-72, 6-3), et Dominika Cibulková (7-69, 4-6, 6-3). En huitième de finale, elle retrouve l'Italienne Roberta Vinci, qui l'avait sèchement battu à New Haven deux semaines plus tôt.
En double, avec Elena Vesnina, et en double mixte, avec Nick Kyrgios, elle passe un tour. Malheureusement, après une blessure à la tête à la suite d'une chute dans les vestiaires, elle doit abandonner dans les deux tableaux. Le lendemain, elle abandonne dans le tableau principal à cause de cette commotion cérébrale, interrompant sa marche en avant et avait signée sa première série de trois victoires depuis janvier.
Encore incommodée par des symptômes de la commotion cérébrale qu'elle a subie à l'US Open, elle déclare forfait avant le début du tournoi de Wuhan alors finaliste sortante. Enfin à Pékin, où elle faisait son retour, elle est contrainte d'abandonner face à Andrea Petkovic (2-6, 1-1 ab.) alors menée d'un set, partant du terrain en larmes à cause de sa commotion cérébrale qui s'intensifie lorsqu'elle pratique une activité physique intense. À Pékin, elle commence sa collaboration avec l'entraîneur suédois réputé, Thomas Hogstedt.
C'est ainsi qu'une longue saga avec la USTA, caractérisée par la poursuite de l'association de tennis américaine par le clan d'Eugenie Bouchard, est déclenchée.

### 2016: deux finales WTA et saison en dents de scie

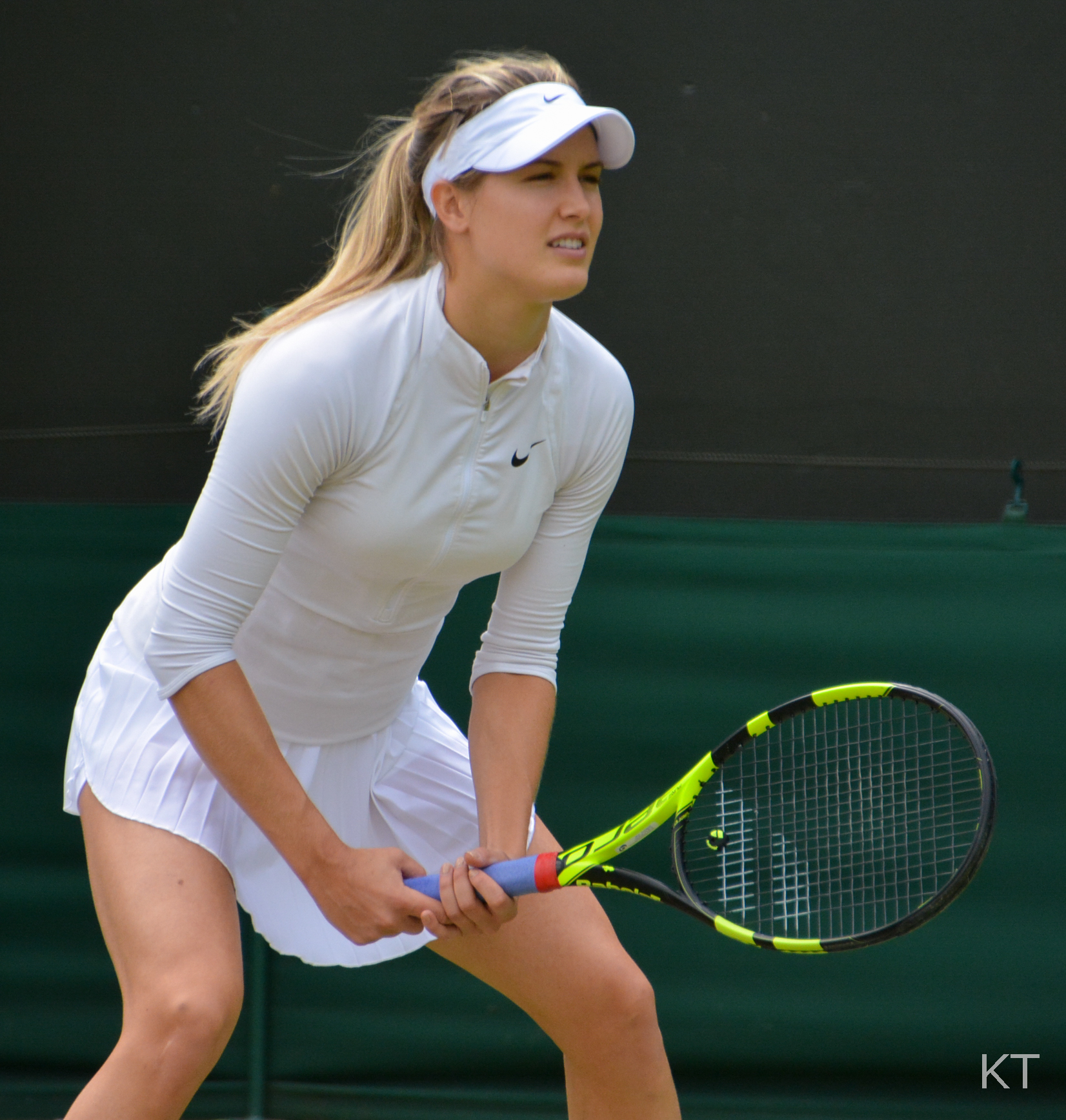
Eugenie Bouchard à Wimbledon en 2016.

Après plus de trois mois d'arrêt, Eugenie Bouchard commence sa nouvelle saison à l'Open de Shenzhen à la 49e place mondiale. Elle remporte ses deux premiers tours contre Donna Vekić et Nicole Gibbs, avant de perdre contre la 70e mondiale, Tímea Babos (4-6, 4-6) en quart de finale. La semaine suivante au tournoi de Hobart, elle entre parfaitement dans le tournoi en gagnant assez facilement contre Bethanie Mattek-Sands. En ne lâchant que trois jeux durant ce match, Eugenie Bouchard s'adjuge sa victoire la plus impressionnante depuis presque un an. Sa bonne série continue puisqu'elle remporte le second tour contre Alison Van Uytvanck (6-4, 7-5), ce qui lui permet de disputer son deuxième quart de finale de l'année. Après avoir battue Camila Giorgi (6-3, 6-2) et Dominika Cibulková en demi-finale (6-1, 4-6, 6-4), elle se qualifie pour la finale, sa première depuis Wuhan 2014. Elle s'y incline cependant sèchement contre Alizé Cornet (1-6, 2-6) en 1 h 8 de jeu.
Puis à l'Open d'Australie, elle se fait croquer en deux manches (4-6, 2-6) par la 4e mondiale Agnieszka Radwańska, future demi-finaliste.
À Doha, Bouchard enchaîne deux victoires contre Anastasija Sevastova (5-7, 6-3, 7-64) au mental et Denisa Allertová (7-60, 7-5), avant de perdre contre la surprenante Chinoise Zheng Saisai, (6-71, 1-6) après un premier set serré. En mars, elle atteint la finale de Kuala Lumpur sans perdre de set, où elle s'incline après un long marathon de 2 h 54 face à la 19e mondiale, Elina Svitolina (7-65, 4-6, 5-7).
Sur la tournée américaine à Indian Wells, elle bat la qualifiée Risa Ozaki en trois sets, puis Sloane Stephens (7-5, 7-5), avant d'être vaincue par la Suissesse Timea Bacsinszky (2-6, 7-5, 2-6).
Par la suite elle enchaîne les contre-performances, avant de rebondir sur terre battue au tournoi de Rome, où elle bat la 25e mondiale Jelena Janković (6-4, 2-6, 6-3), et surtout au second tour, la deuxième mondiale Angelique Kerber, (6-1, 5-7, 7-5). Elle ne confirmera cependant pas sa victoire, en perdant sèchement contre Barbora Strýcová (1-6, 0-6). À Roland-Garros, elle se fait battre au second tour par la Suissesse Timea Bacsinszky (4-6, 4-6) à nouveau.
Après deux tournois sur gazon où elle n'atteint que le premier ou le deuxième tour, elle réussit à aller jusqu'en huitième de finale à Eastbourne. Pour cela elle bat Varvara Lepchenko au 1er tour (6-1, 6-2), puis Irina-Camelia Begu au 2e tour (6-3, 6-1), avant de s'incliner face à Agnieszka Radwańska (3-6, 3-6). Vient ensuite le tournoi de Wimbledon. Elle bat au 1er tour sans aucune difficulté Magdaléna Rybáriková (6-3, 6-4) lors d'un match disputé sur deux jours à cause de la pluie, puis remis sur le Central sous un toit pour s'assurer de compléter la rencontre. Puis elle affronte la Britannique Johanna Konta, seizième tête de série. Après trois sets chaudement disputés, elle la vainc en 1 h 47 (6-3, 1-6, 6-1). Au troisième tour, elle affronte Dominika Cibulková tête de série no 19, qui est en grande forme et s'incline en deux sets (4-6, 3-6) en 1 h 26. Dans ce match, elle envoie une balle haut dans les airs et fracasse sa raquette sur le gazon, ce qui lui vaut une amende de 7 000 $ pour conduite anti-sportive.
Lors du tournoi de Montréal chez elle, elle passe difficilement son premier tour (6-3, 3-6, 7-63) contre Lucie Šafářová marquant sa première victoire dans ce tournoi depuis 2014. Avant ce match, Bouchard avait confirmée sa présence aux Jeux olympiques de Rio, malgré ses inquiétudes face à l'épidémie d'infections à virus Zika au Brésil. Au second tour, elle prend sa revanche et domine la nouvelle 10e mondiale Dominika Cibulková, en deux manches (6-2, 6-0) et se qualifie pour la première fois pour les huitièmes. Malheureusement, elle perd ce match face à la qualifiée Kristína Kučová 121e mondiale, future demi-finaliste du tournoi, (6-3, 4-6, 3-6).
Eugenie amorce ses premiers Jeux olympiques d'une belle façon avec une victoire convaincante (6-3, 6-3) face à Sloane Stephens. Au deuxième tour, la tâche s'annonçait un peu moins facile, ayant pour adversaire la 2e joueuse mondiale Angelique Kerber. La représentante de l'Allemagne est trop forte pour la Canadienne et la défait en deux manches de 4-6 et 2-6. Sa compétition en simple était terminée, mais elle était aussi inscrite au double avec sa compatriote Gabriela Dabrowski. Elles passent le premier tour face aux Polonaises Klaudia Jans-Ignacik et Paula Kania, mais tombent contre les Tchèques Barbora Strýcová et Lucie Šafářová 7-64, 2-6, 4-6. Genie voulait également disputer le double mixte avec Vasek Pospisil, mais leur candidature n'est pas acceptée dans le tableau de cette compétition.
Elle poursuit sa saison à l'Open de Cincinnati, où la 40e joueuse mondiale doit passer par les qualifications de ce tournoi pour accéder au tableau principal. La Canadienne doit gagner deux matchs pour faire partie des 56 joueuses de ce tableau. Elle est opposée, lors de son premier match, à Carina Witthöft et l'emporte (6-4, 6-1). Au second, elle bat Viktorija Golubic (6-4, 6-2). Bouchard a donc accès au grand tableau, et affronte Barbora Strýcová au premier tour. Plus tôt cette année, cette dernière l'avait évincée du tournoi de Rome de façon expéditive, 1-6, 0-6. Les deux rencontres furent similaires, la deuxième finissant 4-6, 0-6 pour la Tchèque.
Chez elle à Québec, elle perd contre la 162e mondiale Alla Kudryavtseva en deux sets, et finit son année sur des contre performances, restant du même coup dans le top 50. La polémique ayant été déclenchée en 2014 à la suite de sa déclaration sur « l'accent québécois » pourrait expliquer cette défaite,.

### 2017: début de saison décevant puis 1/4 de finale à Madrid
Elle réalise un bon tournoi de préparation à l'Open de Sydney, battant Zhang Shuai (7-61, 6-2), puis la 6e mondiale, Dominika Cibulková (6-4, 6-2) et la Russe Anastasia Pavlyuchenkova (6-2, 6-3), se qualifiant pour les demi-finales, en ayant jouée des matchs avec un niveau de jeu et la confiance retrouvée. Elle perd (2-6, 2-6) cependant contre l'intouchable Johanna Konta, 10e mondiale, future lauréate. Mais cette semaine lui est bénéfique pour le reste de sa saison, à commencer par l'Open d'Australie où elle se qualifie sans problème pour le troisième tour après avoir battue Peng Shuai, mais perd contre l'Américaine Coco Vandeweghe, (4-6, 6-3, 5-7) future demi-finaliste au terme de 2 h 21 min de jeu, et une des seules qui lui donnera du fil à retordre sur son parcours.
Elle enchaîne ensuite 5 défaites en premier tour de tournoi : à Acapulco contre Ajla Tomljanović, qui revenait de 13 mois d'absence à la suite de blessures, à Indian Wells face à Annika Beck (61e WTA), puis à Miami contre Ashleigh Barty (84e WTA), à Monterrey face à Sara Sorribes Tormo (98e WTA) et à Istanbul face à Jana Čepelová (86e WTA). Eugenie Bouchard pointe à la 60e place mondiale le 8 mai.
Début mai à Madrid, elle réalise son meilleur parcours depuis le tournoi de Sydney en début d'année (demi-finale), éliminant coup sur coup d'entrée Alizé Cornet (6-4, 4-6, 6-1), au 2e tour elle étrille Maria Sharapova (7-5, 2-6, 6-4), récemment de retour d'une suspension, et au 3e tour écrase la 1re tête de série et 2e mondiale Angelique Kerber (6-3, 5-0 ab.). Elle accède aux quarts de finale où toutefois elle plie l'échine face à la 8e tête de série et 9e mondiale Svetlana Kuznetsova en deux sets (4-6, 0-6).
Ensuite arrive les Internationaux de France où elle arrive en forme d'un beau tournoi à Madrid, elle passe difficilement le 1er tour face à la 72e mondiale Risa Ozaki au bout de trois sets (2-6, 6-3, 6-2).
Fort diminuée par une blessure à la cheville, qui l'avait forcée à déclarer forfait au tournoi de Nuremberg, elle s'incline au second tour face à la 17e tête de série et 19e mondiale Anastasija Sevastova (3-6, 0-6) en 59 minutes.
Elle reprend la saison sur dur au tournoi de Washington en s'associant en double avec Sloane Stephens. Elles s'inclinent en finale contre Shuko Aoyama et Renata Voráčová (3-6, 2-6).

### 2018: sortie du top 100 jusqu'en octobre
Bouchard est éliminée d'entrée à Hobart par Aryna Sabalenka. Puis à l'Open d'Australie, elle bat Océane Dodin mais rend les armes au tour suivant face à la numéro un mondiale du moment, la Roumaine Simona Halep. Invitée à Taipei, elle bat Zhu Lin sur abandon (1-6, 7-5, 2-0), puis elle vainc Ana Bogdan sur un double 7-5. Elle sera éliminée par Wang Yafan sur un score sévère de 6-4, 6-0. Sachia Vickery l'élimine au premier tour d'Indian Wells. Elle doit attendre ensuite le tournoi de Wimbledon pour passer les qualifications. Ayant même échoué au premier tour des phases qualificatives à Roland-Garros.
À Wimbledon, elle passe le premier tour face à Gabriella Taylor (6-0, 4-6, 6-3), mais elle échoue au tour suivant face à Ashleigh Barty (6-4, 7-5). Son parcours sera plus convaincant à Gstaad, où elle arrive en demi-finale, cette fois sortie par Alizé Cornet, future lauréate du tournoi. Passant par la phase qualificative, elle arrive à l'US Open et passe un tour face à Harmony Tan (6-3, 6-1) avant de se faire éliminer par Markéta Vondroušová (6-4, 6-3). Il lui faut attendre le mois d'octobre pour repasser un tour lors du tournoi de Luxembourg.
Lors de ce tournoi, elle se qualifie pour le tableau principal. Elle élimine sur le score de 6-4, 6-2 Tímea Babos, puis domine largement la tête de série numéro 3 Carla Suárez Navarro (6-0, 6-1). Elle poursuit son parcours en venant à bout de Andrea Petkovic (4-6, 4-0 ab.). Mais ce parcours s'arrête à ce stade sur un score en trois sets (7-6, 5-7, 1-6) face à la future lauréate, Julia Görges. Grâce à ce parcours, Bouchard réintègre le top 100 à la 88e place mondiale le 22 octobre.

### 2019: saison mitigée
Pour commencer 2019, Bouchard passe un tour à Auckland mais sera éliminée de nouveau par Julia Görges. Lors de l'Open d'Australie, elle passe un tour face à Peng Shuai (6-2, 6-1), mais ne pourra rien faire face à Serena Williams au second tour qui l'élimine sur un score sans appel d'un double 6-2. Elle se rend ensuite à Newport Beach où elle est exemptée de premier tour. Tête de série numéro 3, elle bat Kayla Day 2-6, 6-3, 6-2, puis plus sévèrement Jil Teichmann sur un score de 6-2, 6-2. Elle sera sortie au tour suivant par sa compatriote Bianca Andreescu sur un score sévère de 6-2, 6-0.
Le reste de l'année est très mitigé, elle ne passe que rarement le premier tour entre février et novembre. Elle passe un tour à Dubaï mais sera éliminée par Simona Halep au second tour. À Houston, elle passe enfin le premier tour face à la joueuse grecque Valentini Grammatikopoulou, puis élimine Francesca Di Lorenzo avant d'abandonner face à Mandy Minella. Cette mauvaise saison l'éjecte du top 200 à la 220e place mondiale.

### 2020: nouvelle finale à Istanbul
Eugenie Bouchard présente à Auckland, et passe deux tours. Face à Kirsten Flipkens sur un double 7-5 et plus facilement la Française Caroline Garcia sur un double 6-4. Elle sera éliminée par Amanda Anisimova 6-2, 3-6, 6-4. Elle échoue aux phases qualificatives de l'Open d'Australie au troisième tour face à Martina Trevisan. Elle se rend ensuite à Newport Beach, là, Alexa Glatch l'élimine au premier tour.
Le reste de l'année est plus positif. À Prague I, elle reçoit une wildcard et fait honneur à son invitation en atteignant les 1/4 de finale ; éliminant même la 8e tête de série Veronika Kudermetova dès le premier tour. Elise Mertens l'éliminera et atteindra la finale de ce tournoi. Mais c'est à Istanbul qu'elle effectue son meilleur parcours de l'année en atteignant la finale.
Qualifiée pour le tableau final, elle élimine tour à tour Viktoriya Tomova, puis la première tête de série Svetlana Kuznetsova, Danka Kovinić et Paula Badosa. Elle sera stoppée par Patricia Maria Țig. Elle passe deux tours à Roland-Garros éliminée par la future lauréate Iga Świątek.
Elle finira l'année 168e mondiale.

### 2021-2022: nouvelle finale puis sortie du top 1000
Elle est en lice pour les phases qualificatives de l'Open d'Australie, mais sera éliminée par Yuan Yue au second tour (6-2, 6-4). Elle se rend ensuite à Lyon où elle est battue dès le premier tour. Elle doit attendre le tournoi de Zapopan où elle est invitée pour faire un nouveau coup d'éclat. Elle élimine Caroline Dolehide en trois sets (3-6, 6-1, 6-3), puis Kaja Juvan (6-4, 6-3). Elle vainc ensuite Catherine McNally sur le même score qu'au tour précédent. Puis elle arrive plus difficilement à vaincre Elisabetta Cocciaretto (6-2, 7-6). Elle perd cependant en finale face à Sara Sorribes Tormo qui remportera son premier titre WTA sur un score de 6-2, 7-5. Malgré cette finale et en raison de l'absence de tournois entre fin 2021 et mi 2022, le classement de Bouchard dégringole et elle sort du top 1000. En mars 2022, elle est à la 1461e place mondiale.
Bouchard finit l'année à la 329e place mondiale.

### 2023: nouveau départ
Eugenie Bouchard commence sa saison 2023 par une victoire en phase de qualifications au tournoi d'Auckland avant de déclarer ensuite forfait à la suite d'une intoxication alimentaire. Elle perd au 1er tour de l'Open d'Australie face à l'Américaine Ashlyn Krueger. Elle reprend ensuite la compétition en avril avec les tournois de Bogota (WTA 250), Oieras (ITF W100) et Madrid (WTA 1000) où elle gagne ses 2 matchs de qualifications.
Lors d'une interview durant le tournoi de Madrid, elle indique que sa passion pour le tennis reste intacte mais que cela ressemble à un nouveau départ.
Le 12 novembre, elle remporte avec l'équipe du Canada la Coupe Billie Jean King 2023 en battant l'Italie en finale. Il s'agit du premier titre de l'histoire du Canada dans cette compétition. Elle dispute, en phase finale, 2 matchs de poule en double qu'elle gagne avec sa partenaire Gabriela Dabrowski.

### 2024-2025: pickleball
Eugenie Bouchard s'est tournée vers le pickleball, un autre sport de raquette. Elle a participé à son premier tournoi professionnel en janvier 2024, au Masters de Palm Springs.

## Activités extra-sportives
En 2017, la joueuse de tennis prend des photos en bikini pour l’édition spéciale Swimsuit Issue du magazine Sports Illustrated.
En 2020, la sportive canadienne met aux enchères une sortie avec elle dans le but de soutenir plusieurs associations caritatives américaines. L’offre la plus élevée dépasse 100 000 $.

## Palmarès

### Titre en simple dames
| No | Date       | Nom et lieu du tournoi                 | Catégorie | Dotation  | Surface      | Finaliste         | Score         |          |
| -- | ---------- | -------------------------------------- | --------- | --------- | ------------ | ----------------- | ------------- | -------- |
| 1  | 19-05-2014 | Nürnberger Versicherungscup, Nuremberg | Intern'l  | 250 000 $ | Terre (ext.) | Karolína Plíšková | 6-2, 4-6, 6-3 | Parcours |

### Finales en simple dames
| No | Date       | Nom et lieu du tournoi                 | Catégorie | Dotation     | Surface      | Vainqueure          | Score          |          |
| -- | ---------- | -------------------------------------- | --------- | ------------ | ------------ | ------------------- | -------------- | -------- |
| 1  | 07-10-2013 | Japan Women's Open, Osaka              | Intern'l  | 235 000 $    | Dur (ext.)   | Samantha Stosur     | 3-6, 7-5, 6-2  | Parcours |
| 2  | 23-06-2014 | The Championships, Wimbledon           | G. Chelem | 18 575 979 $ | Gazon (ext.) | Petra Kvitová       | 6-3, 6-0       | Parcours |
| 3  | 21-09-2014 | Wuhan Open, Wuhan                      | Premier 5 | 2 440 070 $  | Dur (ext.)   | Petra Kvitová       | 6-3, 6-4       | Parcours |
| 4  | 10-01-2016 | Hobart International, Hobart           | Intern'l  | 250 000 $    | Dur (ext.)   | Alizé Cornet        | 6-1, 6-2       | Parcours |
| 5  | 29-02-2016 | BMW Malaysian Open, Kuala Lumpur       | Intern'l  | 250 000 $    | Dur (ext.)   | Elina Svitolina     | 6-75, 6-4, 7-5 | Parcours |
| 6  | 08-09-2020 | Tennis Championship Istanbul, Istanbul | Intern'l  | 202 250 $    | Terre (ext.) | Patricia Maria Țig  | 6-2, 1-6, 7-64 | Parcours |
| 7  | 08-03-2021 | Abierto Zapopan 2021, Zapopan          | WTA 250   | 235 238 $    | Dur (ext.)   | Sara Sorribes Tormo | 6-2, 7-5       | Parcours |

### Titre en double dames
| No | Date       | Nom et lieu du tournoi | Catégorie | Dotation  | Surface    | Partenaire  | Finalistes                          | Score            |          |
| -- | ---------- | ---------------------- | --------- | --------- | ---------- | ----------- | ----------------------------------- | ---------------- | -------- |
| 1  | 31-12-2018 | ASB Classic Auckland   | Intern'l  | 250 000 $ | Dur (ext.) | Sofia Kenin | Paige Mary Hourigan Taylor Townsend | 1-6, 6-1, [10-7] | Parcours |

### Finales en double dames
| No | Date       | Nom et lieu du tournoi      | Catégorie | Dotation  | Surface    | Vainqueures                      | Partenaire       | Score             |          |
| -- | ---------- | --------------------------- | --------- | --------- | ---------- | -------------------------------- | ---------------- | ----------------- | -------- |
| 1  | 29-07-2013 | Citi Open Washington        | Intern'l  | 235 000 $ | Dur (ext.) | Shuko Aoyama Vera Dushevina      | Taylor Townsend  | 6-3, 6-3          | Parcours |
| 2  | 31-07-2017 | Citi Open Washington        | Intern'l  | 250 000 $ | Dur (ext.) | Shuko Aoyama Renata Voráčová     | Sloane Stephens  | 6-3, 6-2          | Parcours |
| 3  | 16-10-2017 | BNP Paribas Open Luxembourg | Intern'l  | 250 000 $ | Dur (int.) | Lesley Kerkhove Lidziya Marozava | Kirsten Flipkens | 6-74, 6-4, [10-6] | Parcours |
| 4  | 01-03-2021 | Open 6e sens Lyon           | WTA 250   | 235 238 $ | Dur (int.) | Viktória Kužmová Arantxa Rus     | Olga Danilović   | 3-6, 7-5, [10-7]  | Parcours |

## Parcours en Grand Chelem

### Finale (1)
| Année | Tournoi   | Adversaire en finale | Score    |
| 2014  | Wimbledon | Petra Kvitová        | 3-6, 0-6 |

### En simple dames
| Année | Open d'Australie | Open d'Australie    | Internationaux de France | Internationaux de France | Wimbledon       | Wimbledon          | US Open         | US Open              |
| ----- | ---------------- | ------------------- | ------------------------ | ------------------------ | --------------- | ------------------ | --------------- | -------------------- |
| 2013  | Q2               | Daria Gavrilova     | 2e tour (1/32)           | Maria Sharapova          | 3e tour (1/16)  | C. Suárez Navarro  | 2e tour (1/32)  | Angelique Kerber     |
| 2014  | 1/2 finale       | Li Na               | 1/2 finale               | Maria Sharapova          | Finale          | Petra Kvitová      | 1/8 de finale   | Ekaterina Makarova   |
| 2015  | 1/4 de finale    | Maria Sharapova     | 1er tour (1/64)          | Kristina Mladenovic      | 1er tour (1/64) | Duan Ying-Ying     | 1/8 de finale   | Forfait              |
| 2016  | 2e tour (1/32)   | Agnieszka Radwańska | 2e tour (1/32)           | Timea Bacsinszky         | 3e tour (1/16)  | Dominika Cibulková | 1er tour (1/64) | Kateřina Siniaková   |
| 2017  | 3e tour (1/16)   | Coco Vandeweghe     | 2e tour (1/32)           | Anastasija Sevastova     | 1er tour (1/64) | C. Suárez Navarro  | 1er tour (1/64) | Evgeniya Rodina      |
| 2018  | 2e tour (1/32)   | Simona Halep        | Q1                       | Dalila Jakupović         | 2e tour (1/32)  | Ashleigh Barty     | 2e tour (1/32)  | Markéta Vondroušová  |
| 2019  | 2e tour (1/32)   | Serena Williams     | 1er tour (1/64)          | Lesia Tsurenko           | 1er tour (1/64) | Tamara Zidanšek    | 1er tour (1/64) | Anastasija Sevastova |
| 2020  | Q3               | Martina Trevisan    | 3e tour (1/16)           | Iga Świątek              | Annulé          | Annulé             | —               | —                    |
| 2021  | Q2               | Yuan Yue            | —                        | —                        | —               | —                  | —               | —                    |
| 2022  | —                | —                   | —                        | —                        | —               | —                  | Q2              | Linda Nosková        |
| 2023  | Q1               | Ashlyn Krueger      | —                        | —                        | Q1              | Greet Minnen       | Q2              | Dayana Yastremska    |

N.B. : à droite du résultat se trouve le nom de l'ultime adversaire.

### En double dames
| Année | Open d'Australie                                                                       | Open d'Australie       | Internationaux de France | Internationaux de France | Wimbledon                  | Wimbledon                     | US Open                      | US Open                    |
| ----- | -------------------------------------------------------------------------------------- | ---------------------- | ------------------------ | ------------------------ | -------------------------- | ----------------------------- | ---------------------------- | -------------------------- |
| 2013  | —                                                                                      | —                      | —                        | —                        | 3e tour (1/8) Petra Martić | A.-L. Grönefeld Květa Peschke | 1er tour (1/32) J. Husárová  | P. Cetkovská K. Flipkens   |
| 2014  | 3e tour (1/8) V. Dushevina                                                             | Cara Black Sania Mirza | —                        | —                        | 1er tour (1/32) H. Watson  | A. Barty C. Dellacqua         | —                            | —                          |
| 2015  | —                                                                                      | —                      | —                        | —                        | —                          | —                             | 2e tour (1/16) Elena Vesnina | Raquel Kops A. Spears      |
| 2016  | —                                                                                      | —                      | —                        | —                        | 1er tour (1/32) S. Lisicki | G. Dabrowski M. J. Martínez   | —                            | —                          |
| 2017  | —                                                                                      | —                      | —                        | —                        | —                          | —                             | 1er tour (1/32) J. Ostapenko | Elise Mertens Demi Schuurs |
| 2018  | 1er tour (1/32) S. Stephens \|\| style="text-align:left;" \| E. Makarova Elena Vesnina | —                      | —                        | —                        | —                          | —                             | —                            |                            |

N.B. : le nom du ou de la partenaire se trouve sous le résultat ; les noms des ultimes adversaires se trouvent à droite.

### En double mixte
| Année | Open d'Australie | Open d'Australie | Internationaux de France   | Internationaux de France   | Wimbledon                   | Wimbledon               | US Open                    | US Open                     |
| ----- | ---------------- | ---------------- | -------------------------- | -------------------------- | --------------------------- | ----------------------- | -------------------------- | --------------------------- |
| 2013  | —                | —                | —                          | —                          | 1er tour (1/32) Kyle Edmund | S. Arvidsson F. Nielsen | —                          | —                           |
| 2015  | —                | —                | 1er tour (1/16) Max Mirnyi | B. Mattek-Sands Mike Bryan | —                           | —                       | 2e tour (1/8) Nick Kyrgios | Martina Hingis Leander Paes |

N.B. : le nom du ou de la partenaire se trouve sous le résultat ; les noms des ultimes adversaires se trouvent à droite.

## Parcours en «Premier» et WTA 1000
Les tournois WTA « Premier Mandatory » et « Premier 5 » (entre 2009 et 2020) et WTA 1000 (à partir de 2021) constituent les catégories d'épreuves les plus prestigieuses, après les quatre levées du Grand Chelem. 

De 2009 à 2023, les tournois Premier Mandatory (dits tournois WTA 1000 obligatoires entre 2021 et 2023) regroupent Indian Wells, Miami, Madrid et Pékin, les autres constituant les tournois Premier 5 (tournois WTA 1000 non-obligatoires). À partir de 2024, le nombre de tournois WTA 1000 passe à 10 par saison (fin de l’alternance Doha / Dubaï), ces derniers devenant tous obligatoires et offrant tous 1000 points à la vainqueure (contre 900 points précédemment pour les tournois Premier 5).

### En simple dames
| Année |       |                            |                         |                              |                             |                              |                              |                              |                              |                               |  |                               |
| Doha  | Dubaï | Indian Wells               | Miami                   | Madrid                       | Rome                        | Canada                       | Cincinnati                   | Pékin                        |                              | Tokyo                         |  |                               |
| Doha  | Dubaï | Indian Wells               | Miami                   | Madrid                       | Rome                        | Canada                       | Cincinnati                   | Pékin                        | Wuhan                        |                               |  |                               |
| Doha  | Dubaï | Indian Wells               | Miami                   | Madrid                       | Rome                        | Canada                       | Cincinnati                   | Pékin                        | Guadalajara                  |                               |  |                               |
| 2011  |       | Hors catégorie             |                         |                              |                             |                              |                              | 1er tour (1/32) A. Petkovic  |                              |                               |  |                               |
| 2012  |       |                            | Hors catégorie          |                              |                             |                              |                              | 2e tour (1/16) Li N.         |                              |                               |  |                               |
| 2013  |       |                            | Hors catégorie          |                              | 2e tour (1/32) M. Sharapova |                              |                              | 2e tour (1/16) P. Kvitová    | 2e tour (1/16) S. Williams   | 2e tour (1/16) S. Stephens    |  | 1/4 de finale V. Williams     |
| 2014  |       | 1er tour (1/32) B. Mattek  | Hors catégorie          | 4e tour (1/8) S. Halep       | 2e tour (1/32) E. Svitolina | 1er tour (1/32) A. Radwańska | 1er tour (1/32) F. Schiavone | 2e tour (1/16) S. Rogers     | 2e tour (1/16) S. Kuznetsova | 2e tour (1/16) S. Lisicki     |  | Finale P. Kvitová             |
| 2015  |       | Hors catégorie             |                         | 4e tour (1/8) L. Tsurenko    | 2e tour (1/32) T. Maria     | 1er tour (1/32) B. Strýcová  | 3e tour (1/8) C. Suárez      | 1er tour (1/32) B. Bencic    | 2e tour (1/16) E. Svitolina  | 1er tour (1/32) A. Petkovic   |  |                               |
| 2016  |       | 3e tour (1/8) Zheng Saisai | Hors catégorie          | 3e tour (1/16) T. Bacsinszky | 1er tour (1/64) L. Hradecká | 1er tour (1/32) I.-C. Begu   | 3e tour (1/8) B. Strýcová    | 3e tour (1/8) K. Kučová      | 1er tour (1/32) B. Strýcová  |                               |  |                               |
| 2017  |       | Hors catégorie             |                         | 1er tour (1/64) A. Beck      | 1er tour (1/64) A. Barty    | 1/4 de finale S. Kuznetsova  |                              | 1er tour (1/32) D. Vekić     |                              | 1er tour (1/32) M. Rybáriková |  |                               |
| 2018  |       |                            | Hors catégorie          | 1er tour (1/64) S. Vickery   |                             |                              |                              | 1er tour (1/32) E. Mertens   |                              |                               |  |                               |
| 2019  |       | Hors catégorie             | 2e tour (1/16) S. Halep | 1er tour (1/64) K. Flipkens  |                             |                              |                              | 1er tour (1/32) B. Andreescu |                              |                               |  |                               |
|       |       |                            |                         |                              |                             |                              |                              |                              |                              |                               |  |                               |
| 2022  |       |                            | Hors catégorie          |                              |                             |                              |                              |                              |                              | Hors calendrier               |  | 2e tour (1/16) J. Ostapenko   |
| 2023  |       | Hors catégorie             |                         |                              |                             | 2e tour (1/32) M. Trevisan   |                              |                              |                              |                               |  | 2e tour (1/16) V. Kudermetova |
|       |       |                            |                         |                              |                             |                              |                              |                              |                              |                               |  |                               |
| 2025  |       |                            |                         |                              |                             |                              |                              | 2e tour (1/32) B. Bencic     |                              |                               |  |                               |

Sous le résultat, l’ultime adversaire.
1. 1 2   Les tournois de Doha et Dubaï alternent le statut de tournoi WTA 1000 (ex Premier 5) entre 2009 et 2023 : les trois premières éditions ont lieu à Dubaï, les trois suivantes à Doha, puis Dubaï accueille le tournoi de cette catégorie les années impaires et Dubaï les années paires. De 2011 à 2023, la ville qui n’accueille pas de WTA 1000 organise à la place un tournoi WTA 500 (ex Premier).
2. 1 2 3 4 5 6 7 8   L’ordre de déroulement des tournois a évolué depuis 2009 : Rome se dispute avant Madrid et Cincinnati avant Montréal/Toronto jusqu’en 2010, tandis que Tokyo/Wuhan/Guadalajara ont lieu avant Pékin jusqu’en 2023.
3. ↑  Le 1er décembre 2021, le président de la WTA, Steve Simon, annonce que tous les tournois prévus en Chine et à Hong Kong sont suspendus à partir de 2022, en raison de préoccupations concernant la sécurité et le bien-être de la joueuse de tennis chinoise Peng Shuai après ses allégations de relations sexuelles non-consenties avec Zhang Gaoli, membre de haut rang du Parti communiste chinois. Le tournoi de Pékin revient en 2023. Le tournoi de Guadalajara remplace celui de Wuhan pendant deux ans, ce dernier réapparaissant en 2024.

### En double dames
| 2012 |   |   |   |   |   |   |   |  |  |   |   |   |   |                                                                                 |   |   |   |   |  |  |
| —    | — | — | — | — | — | — | — |  |  | — | — | — | — | 1er tour (1/16) Wozniak \|\| style="text-align:left;" \| Kops-Jones Spears      | — | — | — | — |  |  |
| 2013 |   |   |   |   |   |   |   |  |  |   |   |   |   |                                                                                 |   |   |   |   |  |  |
| —    | — | — | — | — | — | — | — |  |  | — | — | — | — | 1er tour (1/16) Flipkens \|\| style="text-align:left;" \| Kalashnikova Rosolska | — | — | — | — |  |  |

N.B. : le nom de la partenaire se trouve sous le résultat ; les noms des ultimes adversaires se trouvent à droite.

## Parcours aux Masters

### En simple dames
| # | Date       | Nom de l'édition     | ($)       | Surface    | Résultat              | Ultime adversaire | Score    |          |
| - | ---------- | -------------------- | --------- | ---------- | --------------------- | ----------------- | -------- | -------- |
| 1 | 20/10/2014 | WTA Finals Singapour | 6 500 000 | Dur (int.) | Round Robin (défaite) | Simona Halep      | 6-2, 6-3 | Parcours |
| 1 | 20/10/2014 | WTA Finals Singapour | 6 500 000 | Dur (int.) | Round Robin (défaite) | Ana Ivanović      | 6-1, 6-3 | Parcours |
| 1 | 20/10/2014 | WTA Finals Singapour | 6 500 000 | Dur (int.) | Round Robin (défaite) | Serena Williams   | 6-1, 6-1 | Parcours |

## Parcours aux Jeux olympiques

### En simple dames
| # | Date       | Nom de l'olympiade                  | Surface    | Résultat       | Ultime adversaire | Score    |          |
| - | ---------- | ----------------------------------- | ---------- | -------------- | ----------------- | -------- | -------- |
| 1 | 06/08/2016 | Olympic Tennis Event Rio de Janeiro | Dur (ext.) | 2e tour (1/16) | Angelique Kerber  | 6-4, 6-2 | Parcours |

### En double dames
| # | Date       | Nom de l'olympiade                  | Surface    | Résultat      | Partenaire         | Ultimes adversaires             | Score          |          |
| - | ---------- | ----------------------------------- | ---------- | ------------- | ------------------ | ------------------------------- | -------------- | -------- |
| 1 | 06/08/2016 | Olympic Tennis Event Rio de Janeiro | Dur (ext.) | 2e tour (1/8) | Gabriela Dabrowski | Lucie Šafářová Barbora Strýcová | 64-7, 6-2, 6-4 | Parcours |

## Parcours en Fed Cup
| #                                                              | Date       | Lieu     | Surface      | Gagnante(s)                     | Perdante(s)                    | Score          |          |
|                                                                |            |          |              |                                 |                                |                |          |
| 2011 - Barrage (groupe mondial II) - Slovénie - Canada - 3 : 2 |            |          |              |                                 |                                |                |          |
| 1                                                              | 16/04/2011 | Koper    | Terre (ext.) | Polona Hercog                   | Eugenie Bouchard               | 6-0, 6-4       | Parcours |
| 1                                                              | 16/04/2011 | Koper    | Terre (ext.) | Eugenie Bouchard                | Maša Zec Peškirič              | 6-4, 6-1       | Parcours |
|                                                                |            |          |              |                                 |                                |                |          |
| 2013 - Barrage (groupe mondial II) - Ukraine - Canada - 2 : 3  |            |          |              |                                 |                                |                |          |
| 2                                                              | 20/04/2013 | Kiev     | Terre (int.) | Elina Svitolina                 | Eugenie Bouchard               | 6-78, 6-3, 6-2 | Parcours |
| 2                                                              | 20/04/2013 | Kiev     | Terre (int.) | Eugenie Bouchard                | Lesia Tsurenko                 | 6-4, 7-5       | Parcours |
| 2                                                              | 20/04/2013 | Kiev     | Terre (int.) | Sharon Fichman Eugenie Bouchard | Elina Svitolina Lesia Tsurenko | 6-4, 6-3       | Parcours |
|                                                                |            |          |              |                                 |                                |                |          |
| 2014 - 1er tour (groupe mondial II) - Canada - Serbie - 3 : 1  |            |          |              |                                 |                                |                |          |
| 3                                                              | 08/02/2014 | Montréal | Dur (int.)   | Eugenie Bouchard                | Jovana Jakšić                  | 6-1, 6-0       | Parcours |
| 3                                                              | 08/02/2014 | Montréal | Dur (int.)   | Eugenie Bouchard                | Vesna Dolonc                   | 6-0, 6-3       | Parcours |
|                                                                |            |          |              |                                 |                                |                |          |
| 2014 - Barrage (groupe mondial I) - Canada - Slovaquie - 3 : 1 |            |          |              |                                 |                                |                |          |
| 4                                                              | 19/04/2014 | Québec   | Dur (int.)   | Eugenie Bouchard                | Kristína Kučová                | 7-60, 2-6, 6-1 | Parcours |
| 4                                                              | 19/04/2014 | Québec   | Dur (int.)   | Eugenie Bouchard                | Jana Čepelová                  | 7-66, 6-3      | Parcours |
|                                                                |            |          |              |                                 |                                |                |          |
| 2015 - Barrage (groupe mondial I) - Canada - Roumanie - 2 : 3  |            |          |              |                                 |                                |                |          |
| 5                                                              | 18/04/2015 | Montréal | Dur (int.)   | Alexandra Dulgheru              | Eugenie Bouchard               | 6-4, 6-4       | Parcours |
| 5                                                              | 18/04/2015 | Montréal | Dur (int.)   | Andreea Mitu                    | Eugenie Bouchard               | 4-6, 6-4, 6-1  | Parcours |

## Classements WTA en fin de saison
| Année          | 2008 | 2009 | 2010 | 2011 | 2012 | 2013 | 2014 | 2015 | 2016 | 2017 | 2018 | 2019 | 2020 | 2021 | 2022 | 2023 | 2024 |
| Rang en simple | 1104 | 1068 | 538  | 302  | 144  | 32   | 7    | 48   | 46   | 81   | 89   | 220  | 141  | 246  | 323  | 273  | 1007 |
| Rang en double | –    | –    | 527  | 362  | 191  | 132  | 230  | 365  | 1039 | 112  | 305  | 182  | 803  | 344  | 458  | –    | 1270 |

Source : (en) Classements de Eugenie Bouchard sur le site officiel de la Fédération internationale de tennis

## Records et statistiques

### Confrontations avec ses principales adversaires
Confrontations lors des différents tournois WTA avec ses principales adversaires (5 confrontations minimum et avoir été membre du top 10). Classement par pourcentage de victoires. Situation au 17 février 2019 :
| Joueuse              | Meilleur classement | Confrontations | Victoires | Défaites | Pourcentage de victoires | Dernière confrontation                         |
| -------------------- | ------------------- | -------------- | --------- | -------- | ------------------------ | ---------------------------------------------- |
| Andrea Petkovic      | 9                   | 6              | 1         | 5        | 16,7                     | défaite (2-6, 6-4, 0-6) à Washington 2017      |
| Maria Sharapova      | 1                   | 5              | 1         | 4        | 20                       | victoire (7-5, 2-6, 6-4) à Madrid 2017         |
| Carla Suárez Navarro | 6                   | 5              | 2         | 3        | 40                       | victoire (6-1, 6-0) à Luxembourg 2018          |
| Sloane Stephens      | 9                   | 5              | 3         | 2        | 60                       | défaite (3-6, 3-6) aux Jeux olympiques de 2016 |
| Angelique Kerber     | 1                   | 6              | 4         | 2        | 66,7                     | victoire (6-3, 5-0 ab.) à Madrid 2017          |
| Dominika Cibulková   | 4                   | 5              | 4         | 1        | 80                       | victoire (6-4, 6-3) à Sydney 2017              |

### Victoires sur le top 10
Toutes ses victoires sur des joueuses classées dans le top 10 de la WTA lors de la rencontre.
| Légende         |
| Grand Chelem    |
| Jeux olympiques |
| Masters         |
| Premier         |
| Elite Trophy    |
| Intern'l        |
| Fed Cup         |

| #  |        |  | Tournoi       | Année | Surface      |              | Adversaire         | Rang  | Tour      | Score         | Tableau |
| -- | ------ |  | ------------- | ----- | ------------ | ------------ | ------------------ | ----- | --------- | ------------- | ------- |
| 1  | no 114 |  | Charleston    | 2013  | Terre battue |              | Samantha Stosur    | no 9  | 1/8       | 6-1, 2-0 ab.  | Tableau |
| 2  | no 46  |  | Tokyo         | 2013  | Dur          |              | Jelena Janković    | no 10 | 1/8       | 7-5, 6-2      | Tableau |
| 3  | no 19  |  | Indian Wells  | 2014  | Dur          |              | Sara Errani        | no 10 | 1/16      | 6-3, 6-3      | Tableau |
| 4  | no 19  |  | Charleston    | 2014  | Terre battue |              | Jelena Janković    | no 8  | 1/4       | 6-3, 4-6, 6-3 | Tableau |
| 5  | no 16  |  | Roland-Garros | 2014  | Terre battue |              | Angelique Kerber   | no 9  | 1/8       | 6-1, 6-2      | Tableau |
| 6  | no 13  |  | Wimbledon     | 2014  | Gazon        |              | Angelique Kerber   | no 7  | 1/4       | 6-3, 6-4      | Tableau |
| 7  | no 13  |  | Wimbledon     | 2014  | Gazon        | Simona Halep | no 3               | 1/2   | 7-65, 6-2 |               | Tableau |
| 8  | no 9   |  | Wuhan         | 2014  | Dur          |              | Caroline Wozniacki | no 7  | 1/2       | 6-2, 6-3      | Tableau |
| 9  | no 46  |  | Rome          | 2016  | Terre battue |              | Angelique Kerber   | no 2  | 1/16      | 6-1, 5-7, 7-5 | Tableau |
| 10 | no 42  |  | Montréal      | 2016  | Dur          |              | Dominika Cibulková | no 10 | 1/16      | 6-2, 6-0      | Tableau |
| 11 | no 49  |  | Sydney        | 2017  | Dur          |              | Dominika Cibulková | no 6  | 1/8       | 6-4, 6-3      | Tableau |
| 12 | no 60  |  | Madrid        | 2017  | Terre battue |              | Angelique Kerber   | no 2  | 1/8       | 6-3, 5-0 ab.  | Tableau |

### Ses 5 meilleures victoires en simple par saison
2009
1. Federica Grazioso - 798e
2. Andrea Medina Tomás - NR
3. Nadia Abdalá - NR

2010
1. M.F. Álvarez Terán - 230e
2. Kimberly Couts - 284e
3. Hsu Chieh-yu - 395e
4. Alexandra Mueller - 442e
5. Tiffany Welford - 617e

2011
1. Alison Riske - 114e
2. Alexa Glatch - 146e
3. Sally Peers - 153e
4. Maša Zec Peškirič - 157e
5. Amanda Fink - 280e

2012
1. Shahar Peer - 56e
2. Galina Voskoboeva - 79e
3. Olga Govortsova - 82e
4. Melinda Czink - 90e
5. Melanie Oudin - 98e

2013
1. Samantha Stosur - 9e[69]
2. Jelena Janković - 10e
3. Ana Ivanović - 12e
4. Sloane Stephens - 13e
5. M. Rybáriková - 35e

2014
1. Simona Halep - 3e
2. Angelique Kerber - 7e
3. Caroline Wozniacki - 7e
4. Jelena Janković - 8e
5. Angelique Kerber - 9e

2015
1. Zarina Diyas - 34e
2. Caroline Garcia - 36e
3. Coco Vandeweghe - 36e
4. Irina-Camelia Begu - 42e
5. Alison Riske - 42e

2016
1. Angelique Kerber - 2e
2. Dominika Cibulková - 10e
3. Johanna Konta - 19e
4. Sloane Stephens 22e
5. Jelena Janković - 25e

2017
1. Angelique Kerber - 2e
2. Dominika Cibulková - 6e
3. Zhang Shuai - 23e
4. A. Pavlyuchenkova - 27e
5. Lauren Davis - 34e

2018
1. Carla Suárez Navarro - 24e
2. Lesia Tsurenko - 41e
3. Tímea Babos - 63e
4. Andrea Petkovic - 67e[70]
5. Kateryna Bondarenko - 78e

2019
1. Vera Lapko - 60e
2. Madison Brengle - 88e
3. F. Di Lorenzo - 120e[71]
4. Peng Shuai - 128e
5. Jil Teichmann - 148e

2020
1. Svetlana Kuznetsova - 34e
2. V. Kudermetova - 40e
3. Caroline Garcia - 46e
4. Kirsten Flipkens - 72e
5. Tamara Zidanšek - 72e

### Années en détail
2010
Quarts de finale :
- Osprey, États-Unis - 25K

Demi-finales :
- Waterloo, Canada - 25K

2011
Quarts de finale :
- Toronto, Canada - 50K

Championne :
- Burnie, Australie - 25K
- Sibenik, Croatie - 10K

2012
Quarts de finale :
- Washington DC, États-Unis - Intern'l
- Burnie, Australie - 25K
- Fort Walton Beach, États-Unis - 25K
- Maribor, Slovénie - 25K

Finale :
- Saguenay, Canada - 50K

Championne :
- Toronto, Canada - 50K
- Granby, Canada - 25K
- Bastad, Suède - 10K
- Bastad 2, Suède - 10K

2013
Quarts de finale :
- Charleston, États-Unis - Premier
- Tokyo, Japon - Premier 5

Demi-finales :
- Strasbourg, France - Intern'l
- Québec, Canada - Intern'l

Finale :
- Osaka, Japon - Intern'l

2014
Quarts de finale :
- Acapulco, Mexique - Intern'l
- Oeiras, Portugal - Intern'I

Demi-finales :
- Melbourne, Australie - Grand Chelem
- Charleston, États-Unis - Premier
- Roland-Garros, France - Grand Chelem

Finale :
- Wimbledon, Angleterre - Grand Chelem
- Wuhan, Chine - Premier 5

Championne :
- Nuremberg, Allemagne - Intern'l

2015
Quarts de finale :
- Melbourne, Australie - Grand Chelem

2016
Quarts de finale :
- Shenzhen, China - Intern'l

Finale :
- Hobart, Australia - Intern'l
- Kuala Lampur, Malaisie - Intern'l

2017
Quarts de finale :
- Indian Harbour Beach, États-Unis - 80K
- Madrid, Espagne - Premier Mandatory

Demi-finales :
- Sydney, Australie - Premier

2018
Quarts de finale :
- Taipei, Taïwan - Intern'l
- Vancouver, Canada - 100K

Demi-finales :
- Gstaad, Suisse - Intern'l
- Luxembourg City, Luxembourg - Intern'l

2019
Quarts de finale :
- Auckland, Nouvelle-Zélande - Intern'l
- Newport Beach, États-Unis - 125K

2020
Quarts de finale :
- Auckland, Nouvelle-Zélande - Intern’l
- Prague, République Tchèque - Intern’l

Finale :
- Istanbul, Turquie - Intern’l